# Albrecht Ernst Stellanus von Holtzendorff
Albrecht Ernst Stellanus Graf von Holtzendorff (* 16. Januar 1792 in Bärenstein; † 24. Februar 1882 in Dresden) war ein sächsischer General der Infanterie und Kriegsminister.

## Leben
Albrecht war der älteste Sohn des kurfürstlich-sächsischen Kammerjunkers Gottlieb Graf von Holtzendorff (1764–1806) und dessen Gemahlin Ernestine Charlotte, geborene Freiin von Seckendorff (1765–1807). Am 21. August 1817 heiratete er in Kunnersdorf Mathilde von Oppell (1794–1861), mit der er den Sohn Bernhard (1823–1905) hatte.
Um 1843 war er als Major Kommandant des 2. Schützenbataillons in Leipzig. Im Jahr 1848 wurde Holtzendorff zum Ehrenbürger der Stadt Leipzig ernannt. Vom 16. März 1848 bis zum 24. November 1849 war er sächsischer Kriegsminister.
Albrecht Graf von Holtzendorff war Ritter des Militär-St. Heinrichs-Ordens und der französischen Ehrenlegion.